# Масаутов Рафаель Зейнурович
Рафаель Зейнурович Масау́тов (нар. 21 грудня 1934, Малі Чапурники) — український художник, дизайнер і громадський діяч; член Спілки художників України НСХУ  з 1972 року, Ветеран ВВВ, учасник бойових дій, ; Голова та співзасновник  Республіканського Центру тюркомовних народів України з 1986 року ( 13 національних  товариств РКЦ та Бібліотека тюркомовних народів ); 1989 р. Президент та засновник міжнародного товариства «Україна–Туреччина»,  при раді Міжнародного товариства «Україна і світ» з 1992 року; голова Ради національностей України у 1992—1994 роках; почесний голова і член Асамблеї національностей України з 1995 року. Батько художника Тимура Масаутова.

## Біографія
Народився 21 грудня 1934 року в селі Малих Чапурниках (нині Світлоярський район Волгоградської області, Росія). 1954 року закінчив Казанське художнє училище; 1960 року — Київський художній інститут, де навчався зокрема у Володимира Болдирєва, Іларіона Плещинського.
З середини 1950-х років співпрацює з київськими видавництвами «Дніпро», «Молодь», «Український письменник», «Веселка» проілюстрував понад 300 книжок українських та світових авторів. З 1961 року очолював Київторгрекламу. Далі,  на творчій роботі, станкова та книжкова графіка, дизайн, живопис. Живе у Києві, в будинку на вулиці Пушкінській, № 11, квартира № 11.

## Творчість
Працює у галузі станкового історичного живопису, станканкової і книжкової графіка, дизайну у стилі реалістичного авангарду. Серед робіт:
живопис
- серія «Пейзажі України» (від 1990-х);
- «Хаджи-Мурат» (2007);
- «Бузковий дощ» (2007);
- «Княжна Турхан» (2009);
- «Кипчацький воїн» (2012);
- «Степовий шаман Чурай» (2012);
- «Хан Атілла» (2013, полотно, олія);
- «Кочкар Масаут Могута (Очільник чернігівської знаті)» (2015);
- «Анатолій Солов'яненко» (2016);
- «Князь Могута» (2016);
- «У селі (Дружина художника Т. Нехода)» (2017);

графіка
- серії
  - «Париж» (від 1994);
  - «Київ» (від 1995);
  - «Стамбул» (від 1995);
  - «Київ золотоверхий» (від 2012);
- «Народна поетеса Маруся Чурай» (2017);
- «Національний банк України» (2017; папір).

Емблеми
- Автор емблеми12-го Всесвітньої фестивалю молоді та студентів «Москва–85» (Москва, 1985; папір, гуаш; 1-а премія);
- «Рік Миру» для ЮНЕСКО (Париж, 1986; 1-а премія).

Проєкти
- скульптурна композиція «Тарас Шевченко і кобзар Вересай» (2011, для Канева);
- меморіал «Сталінград» (2012, присвячено перемозі у Сталінградській битві);
- «Ватан» (2013, приурочено депортації кримських татар 1944 року).

Оформив
- «Вибране» Івана Неходи (Київ, 1956);
- поему «Дванадцять» Олександра Блока (Москва, 1958);
- «Сім літ» Мулка Раджа Ананда (Київ, 1959);
- «Протуберанці серця» Івана Драча (Київ, 1965);
- «Собор» Олеся Гончара (Київ, 1968);
- «Первоцвіт» Любомира Дмитерка (Київ, 1970);
- «Відлуння. Поезії» Бориса Олійника (Київ, 1970);
- «Антологія української поезії» (Будапешт, 1972);
- «Міфи Древньої Греції» (Київ, 1983);
- роман «Золотий Ра. Геродотові історії у вільному переказі» Івана Білика (Київ, 1989);
- «Витязь в тигровій шкурі» Шота Руставелі (Київ, 1991);
- «Сказання про дочку Шана» Шамсі Башту (Київ, 1992).

Брав участь у міських, всеукраїнських, зарубіжних мистецьких виставках і пленерах з 1954 року. Персональні виставки відбулися у Києві у 1972, 1983, 1993, 2002, 2016 роках, Стамбулі у 1992 році. 
Окремі роботи художника зберігаються у Національному художньому музеї України у Києві, приватних колекціях Туреччини, США та Канади.

## Відзнаки
- Премія ЮНЕСКО за політичнку графіку (1980);
- Заслужений художник УРСР з 1985 року;
- Орден Дружби народів (1985)[1];
- Мистецька премія імені Василя Касіяна (1989);
- Народний художник України з 1993 року.